# Козак Ірина Михайлівна (майстриня розпису)
Ірина (Орися) Михайлівна Коза́к (до шлюбу Рощиб'юк; 1 травня 1934, Старий Косів — 27 травня 2004, Косів) — українська майстриня декоративного розпису; член Спілки радянських художників України з 1966 року. Мати майстрині художньої вишивки та кераміки Іванни Ділети.

## Біографія
Народилася 1 травня 1934 року в селі Старому Косові (нині Косівський район Івано-Франківської області, Україна). Дочка Михайла і Ганни Рощиб'юків, сестра Стефанії Волощук. Від 1946 року навчалася розпису в батьків та у Марії Тим'як, під впливом творчості якої сформувала власний стиль розпису.
Протягом 1962—1989 років працювала на Косівському художньо-виробничому комбінаті. Мешкала у Косові в будинку на вулиці Ярослава Мудрого, № 16. Померла у Косові 27 травня 2004 року.

## Творчість
Працювала в галузі прикладного мистецтва (художня кераміка), використовуючи мотиви традиційного гуцульського мистецтва розписувала декоративні тарелі, вази, дзбанки, макітри, столові сервізи, набори для пиття, трійці, двійнята, фруктовниці, попільнички, цукорниці тощо. Для розпису використовувала техніки фляндрування білим ангобом, зеленою та жовтою фарбами на коричневому тлі, а також ритування та ріжкування на білому тлі. Орнамент створювала з традиційних елементів розпису («зубці», «копитця», «віконця», «квітки», «виноград»), розміщуючи їх у вигляді поперечних смуг на поверхні виробу. Виконувала також розписи на кахлях.
Брала участь у республіканських та всесоюзних виставках з 1957 року, зарубіжних — з 1963 року, зокрема у Москві у 1958, 1979 роках; Коломиї у 1960, 1971, 1973, 1974, 1979, 1981, 1983 роках; Києві у 1970 році, Югославії у 1980 році.
Окремі роботи зберігаються у Коломийському музеї народного мистецтва Гуцульщини та Покуття (132 твори майстрині), Косівському музеї народного мистецтва Гуцульщини, Національному музеї українського народного декоративного мистецтва у Києві, Харківському та Одеському художніх музеях.